# Distretto di Xihu (Nanchang)
Il distretto di Xihu (西湖区S, Xīhú QūP) è un distretto della Cina, situato nella provincia di Jiangxi e amministrato dalla prefettura di Nanchang.